# Dolina Nilu

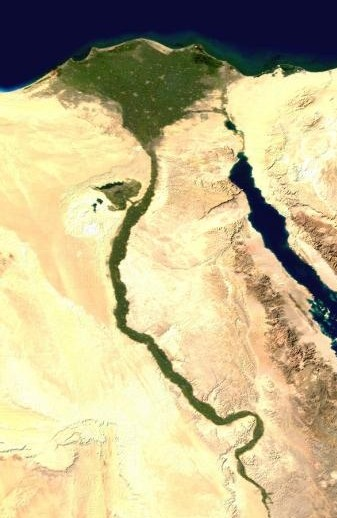
Dolina Nilu - widok z kosmosu

Dolina Nilu (dawniej także: Dolina Dolnego Nilu, arab. وادي النيل = Wadi an-Nil) – żyzna dolina w Egipcie, otaczająca rzekę Nil i przez nią nawadniana. Dolina ciągnie się od Jeziora Nasera na południu aż po Kair na północy, po czym przechodzi w Deltę Nilu. Szerokość Doliny Nilu sięga 25 km. Na jej obszarze (wraz z obszarem Delty Nilu) zamieszkuje 92% ludności Egiptu.